# Sean Harris
Sean Harris (Woodbridge, 8 febbraio 1966) è un attore britannico.

## Filmografia parziale

### Cinema
- Tom & Thomas - Un solo destino (Tom & Thomas), regia di Esmé Lammers (2002)
- 24 Hour Party People, regia di Michael Winterbottom (2002)
- Trauma, regia di Marc Evans (2004)
- Creep - Il chirurgo (Creep), regia di Christopher Smith (2004)
- Follia (Asylum), regia di David Mackenzie (2005)
- Frozen, regia di Juliet McKoen (2005)
- Brothers of the Head, regia di Keith Fulton e Louis Pepe (2005)
- Isolation - La fattoria del terrore (Isolation), regia di Billy O'Brien (2005)
- Outlaw, regia di Nick Love (2007)
- Harry Brown, regia di Daniel Barber (2009)
- Brighton Rock, regia di Rowan Joffé (2010)
- A Lonely Place to Die, regia di Julian Gilbey (2011)
- Prometheus, regia di Ridley Scott (2012)
- Liberaci dal male (Deliver Us from Evil), regia di Scott Derrickson (2014)
- '71, regia di Yann Demange (2014)
- Una folle passione (Serena), regia di Susanne Bier (2014)
- Mission: Impossible - Rogue Nation, regia di Christopher McQuarrie (2015)
- Macbeth, regia di Justin Kurzel (2015)
- Codice criminale (Trespass Against Us), regia di Adam Smith (2016)
- Mission: Impossible - Fallout, regia di Christopher McQuarrie (2018)
- Possum, regia di Matthew Holness (2018)
- Il re (The King), regia di David Michôd (2019)
- La dimora del male (The Banishing), regia di Christopher Smith (2020)
- Sir Gawain e il Cavaliere Verde (The Green Knight), regia di David Lowery (2021)
- Spencer,  di Pablo Larraín (2021)
- The Stranger, regia di Thomas M. Wright (2022)

### Televisione
- Signs and Wonders (1995)
- Jesus (1999)
- Ashes to Ashes (2007)
- Cape Wrath - Fuga dal passato (Meadowlands) (2007)
- Red Riding (2009)
- Waking the Dead (2009)
- I Borgia (The Borgias) (2011-2013)
- Southcliffe (2013)
- Jamaica Inn (2014)
- Attacco al potere - Paris Has Fallen (Paris Has Fallen), regia di Oded Ruskin e Hans Herbots – miniserie TV (2024)

## Riconoscimenti
- British Academy Television Awards
  - 2014 - Miglior attore per Southcliffe

## Doppiatori italiani
Nelle versioni in italiano delle opere in cui ha recitato, Sean Harris è stato doppiato da:
- Andrea Lavagnino in Liberaci dal male, Mission: Impossible - Rogue Nation, Codice criminale, Mission: Impossible - Fallout, Il re, The Stranger, Attacco al potere - Paris Has Fallen
- Alessandro Rigotti in 24 Hour Party People
- David Chevalier in Follia
- Emiliano Coltorti in Isolation - La fattoria del terrore
- Luciano Roffi in Prometheus
- Francesco De Francesco in Una folle passione
- Simone Mori in Cape Wrath - Fuga dal passato
- Stefano Brusa ne I Borgia
- Roberto Pedicini in Macbeth
- Luca Appetiti in Outlaw
- Gianni Quillico in Sir Gawain e il Cavaliere Verde
- Simone D'Andrea in Spencer